# Bangu AC
Bangu Atlético Clube este un club de fotbal din Bangu, Rio de Janeiro, Brazilia. 